# Maxie Parks
Maxwell Lander ("Maxie") Parks, né le 9 juillet 1951 à Arkansas City (Arkansas) est un athlète américain spécialiste du 400 mètres.

## Carrière
Étudiant à l'Université de Californie à Los Angeles, son meilleur résultat en championnat NCAA est une troisième place obtenue sur 440 yards en 1974. Deux ans plus tard, il remporte successivement les Championnats de l'Amateur Athletic Union (AAU) et les sélections olympiques américaines, et établit cette même année un nouveau record personnel sur 400 m en 44 s 82. Aligné sur deux épreuves lors des Jeux olympiques de Montréal, Maxie Parks se classe tout d'abord cinquième de la finale du 400 m en 45 s 24. Il remporte ensuite la médaille d'or du relais 4 × 400 mètres aux côtés de Herman Frazier, Benjamin Brown et Fred Newhouse. L'équipe américaine établit le temps de 2 min 58 s 65 et devance de près de trois secondes la Pologne et la République fédérale d'Allemagne. 
Maxie Parks met un terme à sa carrière d'athlète à l'issue de la saison 1977 après avoir remporté la médaille de bronze du 4 × 400 m lors de la Coupe du monde des nations de Düsseldorf.

## Palmarès
| Date | Compétition     | Lieu     | Résultat | Discipline |
| ---- | --------------- | -------- | -------- | ---------- |
| 1976 | Jeux olympiques | Montréal | 5e       | 400 m      |
| 1976 | Jeux olympiques | Montréal | 1er      | 4 × 400 m  |